# Where You Stand
Where You Stand es el séptimo álbum de estudio de la banda escocesa de rock alternativo, Travis, lanzado el 19 de agosto de 2013 por el propio sello discográfico de la banda. Fueron lanzados tres sencillos, los cuales son "Where You Stand", "Moving" y "Mother". El álbum fue producido por Michael Ilbert. Es el primer álbum lanzado por la banda, tras cinco años de inactividad.

## Lista de canciones
| N.º | Título             | Duración |  |
| 1.  | «Mother»           | 3:58     |  |
| 2.  | «Moving»           | 4:32     |  |
| 3.  | «Reminder»         | 3:21     |  |
| 4.  | «Where You Stand»  | 3:40     |  |
| 5.  | «Warning Sign»     | 3:51     |  |
| 6.  | «Another Guy»      | 3:41     |  |
| 7.  | «A Different Room» | 3:58     |  |
| 8.  | «New Shoes»        | 3:33     |  |
| 9.  | «On My Wall»       | 2:52     |  |
| 10. | «Boxes»            | 4:22     |  |
| 11. | «The Big Screen»   | 4:15     |  |

### Bonus Tracks (Edición de lujo)
| Deluxe edition bonus tracks |                             |              |          |  |
| N.º                         | Título                      | Escritor(es) | Duración |  |
| 12.                         | «Anniversary»               | Healy        |          |  |
| 13.                         | «Parallel Lines (Daydream)» | Dunlop       |          |  |

## Personal

### Travis[1]
- Francis Healy: Voz, guitarra, batería, programación, diseño, fotografía.
- Dougie Payne: Bajo eléctrico, Guitarra acústica, Piano, programación, Coros.
- Andy Dunlop: guitarra, Piano, programación, Coros.
- Neil Primrose: Batería.